# Cryptocephalus decemmaculatus
Cryptocephalus decemmaculatus is een keversoort uit de familie van de bladkevers (Chrysomelidae). De wetenschappelijke naam werd gepubliceerd in 1758 door Carl Linnaeus in de tiende editie van Systema naturae.

## Verspreiding
Cryptocephalus decemmaculatus komt met name voor in Europa.